# 布魯斯·蓋勒
布魯斯·伯納德·蓋勒 （英語：Bruce Bernard Geller，1930年10月13日—1978年5月21日），是一位美國作詞家、編劇、導演和電視製作人。

## 早期生活和教育
蓋勒出生於紐約市，是多蘿西（弗里德蘭德）和常務法官亞伯拉罕·蓋勒的兒子，他在1952年從耶魯大學畢業，主修心理學和社會學，同時積極參與各種活動，其中包括戲劇。

## 職業生涯
他開始為杜蒙電視網的節目撰寫劇本，其中包括《吉米·休斯》、《新秀警察》(1953年) 等。在此期間，他還為音樂劇作品《Livin' the Life》（1957年）和《All in Love》（1961年）寫了書和歌詞，但他的努力只取得了有限的成功。之後，蓋勒離開紐約前往洛杉磯。在洛杉磯，他獲得了多部電視劇集的劇本撰寫工作。其中包括《贊恩·格雷劇院》、《有槍》、《威爾旅行》、《反叛者》和《步槍手》等劇集。此外，他還擔任了Rawhide系列1964-1965電視季的聯合執行製片人。
在製作《Rawhide》期間，他提出了新的概念，即創作一個名為《虎膽妙算》的系列劇集，以斗篷與匕首為主題。在1966 年，他擔任《虎膽妙算》的創作、編劇、製作和執導工作，這也是他最為人所銘記的成就之一。該劇於1966年至1973年在哥倫比亞廣播公司 (CBS) 播出。作為製片人，他在1966年贏得了艾美獎，並榮獲戲劇傑出寫作獎。在《虎膽妙算》的前幾季中，蓋勒的照片被收錄在不可能任務部隊 (IMF) 特工檔案中，IMF領導人布里格斯和菲爾普斯每週都會仔細閱讀這些檔案。觀眾也經常在劇集中看到他的照片出現在屏幕上，例如在《記憶》、《羅戈什行動》等劇集中。《虎膽妙算》於1988年重播，並在ABC電視台播出至1990年。
除了《虎膽妙算》，蓋勒還在電視劇《曼尼克斯》（Mannix，1967年-1975年）中擔任編劇、製作和導演的工作。該劇曾兩次獲得艾美獎提名，展示了他在劇集製作方面的多重才能。1973年，蓋勒首次進入劇情片領域，他製作並導演了《口袋裡的哈利》。該片由詹姆士·柯本和沃爾特·皮金主演，展示了他在電影製作方面的實力。

## 逝世
布魯斯·蓋勒是一位熱愛飛行的飛行愛好者。不幸的是，他駕駛的西斯納天空大師在加利福尼亞州聖巴巴拉附近的布埃納維斯塔峽谷墜毀，這是一個濃霧籠罩的意外事件。他在這次意外中不幸喪生。他被葬在洛杉磯的西奈山紀念公園公墓。

## 外部連結
- 布魯斯·蓋勒在互联网电影资料库（IMDb）上的資料（英文）